# Planisphère de King-Hamy
Pour les articles homonymes, voir King et Hamy.

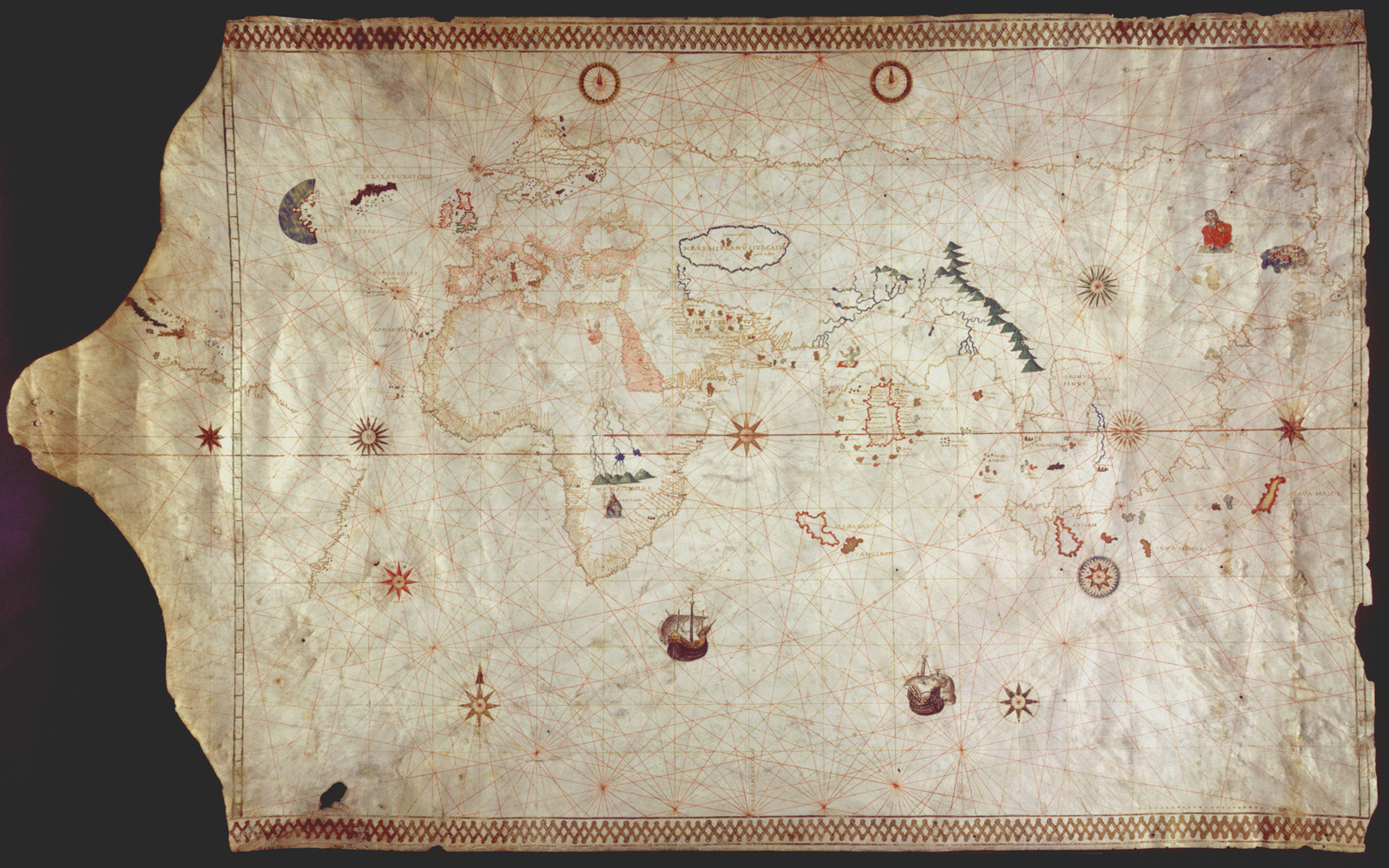
Planisphère de King-Hamy

Le planisphère de King-Hamy, dessiné vers 1502, est l'une des plus anciennes cartes contenant une représentation du Nouveau Monde. Il est conservé à la bibliothèque Huntington, à San Marino (Californie).

## Description
Le planisphère est dessiné sur un parchemin de 58,5 × 77,2 cm. Les bordures du haut et du bas sont dorées en treillis ; les bordures gauche et droite comportent une échelle de latitude. Les Antilles franchissent la bordure gauche et se poursuivent dans une « langue » de parchemin.
Le planisphère est un portulan, une carte destinée à la navigation. Les nombreuses lignes sont des loxodromies, ou routes à cap constant. Le nord de la carte est un nord magnétique, d'où quelques particularités : il y a deux lignes équatoriales parallèles, une pour l'est de la carte, et une autre pour l'ouest, un peu plus au sud de la première. De même, les deux échelles de latitude sur les bords de la carte sont différentes.
L'Amérique est représentée en plusieurs parties disjointes : le Groenland, Terre-Neuve, les Antilles, la côte nord de l'Amérique du Sud, et la côte est du Brésil. Le planisphère reste équivoque quant à la relation de l'Amérique avec le continent asiatique : les deux n'ont pas fusionné comme dans le planisphère de Ruysch ou clairement séparés comme dans le planisphère de Waldseemüller.
L'Amérique est à gauche tandis que l'Asie est à droite, ce qui suggère une séparation, tandis que Cuba est indiquée comme Terra de Cuba, ce qui ne rejette pas la croyance de Christophe Colomb qu'il s'agissait de l'extrémité de l'Asie.

## Histoire
Le planisphère a été dessiné au Portugal, ou en Italie à partir de sources portugaises. Amerigo Vespucci pourrait en être l'auteur.
L'explorateur Richard King (1811(?)-1876) en a été propriétaire, puis le docteur Jules Hamy (1842-1908). Henry E. Huntington l'a acheté en 1923.

## Sources
- (en) HM45 "King-Hamy Portolan Chart", fiche à la Huntington Library
- (en) Eviatar Zerubavel, Terra Cognita, Transaction Publishers, 2003,  (ISBN 0-7658-0987-7)
- (en) W.G.L. Randles, From the Mediterranean Portulan Chart to the Marine World Chart of the Great Discoveries: The Crisis in Cartography in the Sixteenth Century, Imago Mundi, volume 40, 1988, pages 115-118
- (en) Gregory C. McIntosh, The Piri Reis Map of 1513, University of Georgia Press, 2000,  (ISBN 0-8203-2157-5)